# Ślinianka
Ślinianka, gruczoł ślinowy (łac. glandula salivalis l.mn. glandulae salivales) – gruczoł położony w przedniej części układu pokarmowego, wytwarzający ślinę, która zawiera enzymy trawienne służące do wstępnej fazy trawienia, a u niektórych gatunków także toksyny.

## Pierścienice
Gruczoły ślinowe u pijawek ryjkowych uchodzą u nasady ryjka, u Arhynchobdelida na całej długości gardzieli. U gatunków krwiopijnych gruczoły te wytwarzają hirudynę o działaniu silnie antykoagulacyjnym. U skąposzczetów ślinę produkują gruczoły na ścianie gardzieli.
Gruczoły ślinowe u krążkokształtnych zlokalizowane są na pograniczu gardzieli i żołądka. Ich wydzielina odprowadzana jest do ryjka przewodami.

## Stawonogi
Ślinianki występują u wielu pajęczaków np. zaleszczotków i mechowców. Szczególnie rozwinięte są u kleszczy właściwych u których zajmują wraz z uchyłkami jelita większą część ciała. Ślinianki dręczy uchodzą na infrakapitulum.
Gruczoły te obecne są wśród wijów u pareczników, krocionogów i skąponogów.
Wśród skoczogonków szczególnie duże ślinianki mają Neanuridae. Owady o aparacie gębowym gryzącym mają ujścia gruczołów ślinowych między podgębiem, a labium. W ssącym aparacie gębowym, np. pluskwiaków i niektórych muchówek istnieją oddzielnie kanał ślinowy i kanał pokarmowy. U wielbłądek ślinianki sięgają aż do zatułowia.

## Pratchawce
Pratchawce mają silnie rozwinięte gruczoły ślinowe, sięgające niekiedy do końca ciała. Powstają one u nich z przekształcenia metanefrydiów segmentu papilli oralnych.

## Mięczaki
Ślimaki mają 1 do 2 par ślinianek uchodzących do gardzieli. U jednotarczowców ślinę produkują gruczoły bukalne. Chitony mają parzyste ślinanki otwierające się do jamy gębowej. U głowonogów ujście gruczołów ślinowych znajduje się na brodawkach ślinowych. Ponadto ośmiornice i mątwy mają drugą parę tych gruczołów. Produkują one enzymy trawienne, które wstrzykiwane są do ciała ofiary przez brodawkę. Przedstawiciele niektórych gromad zwierząt, w tym należące do mięczaków małże, są pozbawione ślinianek.

## Kręgowce
U minogów uchodzące do jamy gębowej gruczoły produkują wydzielinę zapobiegającą krzepnięciu krwi. Ryby mają tylko jednokomórkowe gruczoły śluzowe, natomiast silnie rozwinięte są ślinianki czworonogów. U płazów znajdują się na języku i podniebieniu, wytwarzając lepką wydzielinę zapewniającą chwytność języka. Gady mają je zlokalizowane w pobliżu zębów, w tym po zewnętrznej stronie dziąseł. W przypadku węży i niektórych heloderm ich produkt zawiera enzymy proteolityczne, które po dostaniu się do ciała ofiary mają działanie toksyczne, choć ich pierwotną funkcją było trawienie.
Wśród ptaków duże ślinianki mają używające chwytnego języka dzięcioły oraz gatunki odżywiające się ziarnem, a największe występują u lepiących ze śliny gniazda salangan.

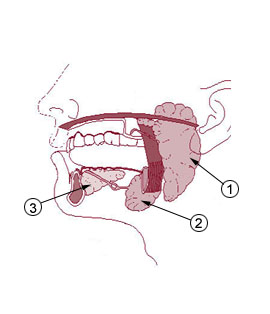
Gruczoły ślinowe większe człowieka:
1. ślinianka przyuszna, 2. ślinianka podżuchwowa, 3. ślinianka podjęzykowa

U ssaków wyróżnia się trzy typy ślinianek: śluzowe, surowicze, mieszane. Największe gruczoły ślinowe u większości ssaków to ślinianka przyuszna i ślinianka podjęzykowa. Charakterystyczna dla wielu gatunków jest obecność w ślinie działającego tylko w zasadowym środowisku enzymu rozkładającego węglowodany. Małe ślinianki mają walenie, a największe gatunki mrówko- i termitożerne, które korzystają z lepkiego języka. Szczególnie obficie produkowana jest ślina u ssaków roślinożernych spożywających pokarm suchy.

### Człowiek
U człowieka ślinianki stanowią merokrynowe gruczoły wydzielania zewnętrznego. Wyróżnia się gruczoły ślinowe duże, do których należą  ślinianki przyuszne, podżuchwowe i podjęzykowe oraz małe, które licznie rozsiane są w błonie śluzowej. Elementami wydzielniczymi dużych gruczołów ślinowych są cewki i pęcherzyki, a na ich przewody wyprowadzające składają się: przewody śródzrazikowe, przewody międzyzrazikowe oraz przewody główne. Małe gruczoły nie posiadają przewodów wyprowadzających. Do patologii tych gruczołów należą kamica ślinianek, sjaloza, martwiejąca metaplazja ślinianek i nowotwory.